# Izabelin (gromada)
Izabelin – dawna gromada, czyli najmniejsza jednostka podziału terytorialnego Polskiej Rzeczypospolitej Ludowej w latach 1954–1972.
Gromady, z gromadzkimi radami narodowymi (GRN) jako organami władzy najniższego stopnia na wsi, funkcjonowały od reformy reorganizującej administrację wiejską przeprowadzonej jesienią 1954 do momentu ich zniesienia z dniem 1 stycznia 1973, tym samym wypierając organizację gminną w latach 1954–1972.
Gromadę Izabelin z siedzibą GRN w Izabelinie utworzono – jako jedną z 8759 gromad na obszarze Polski – w powiecie pruszkowskim w woj. warszawskim, na mocy uchwały nr VI/10/15/54 WRN w Warszawie z dnia 5 października 1954. W skład jednostki weszły obszary dotychczasowych gromad Hornówek, Izabelin, Izabelin B, Sieraków i Truskaw ze zniesionej gminy Izabelin w tymże powiecie. Dla gromady ustalono 22 członków gromadzkiej rady narodowej.
31 grudnia 1959 do gromady Izabelin przyłączono obszar zniesionej gromady Laski w tymże powiecie (bez wsi Klaudyn i Klaudyn II).
Gromada przetrwała do końca 1972 roku, czyli do kolejnej reformy gminnej.
Na okres 22 lat Izabelin utracił funkcje administracyjne; gminę Izabelin reaktywowano dopiero 30 grudnia 1994 w woj. warszawskim (od 1999 gmina leży w powiecie warszawskim zachodnim w woj. mazowieckim).